# Svenska Jägareförbundet
Svenska Jägareförbundet (SJF) är en svensk ideell organisation bildad 1830. Förbundet hade vid utgången av 2015 drygt 151 000 medlemmar.

## Historik

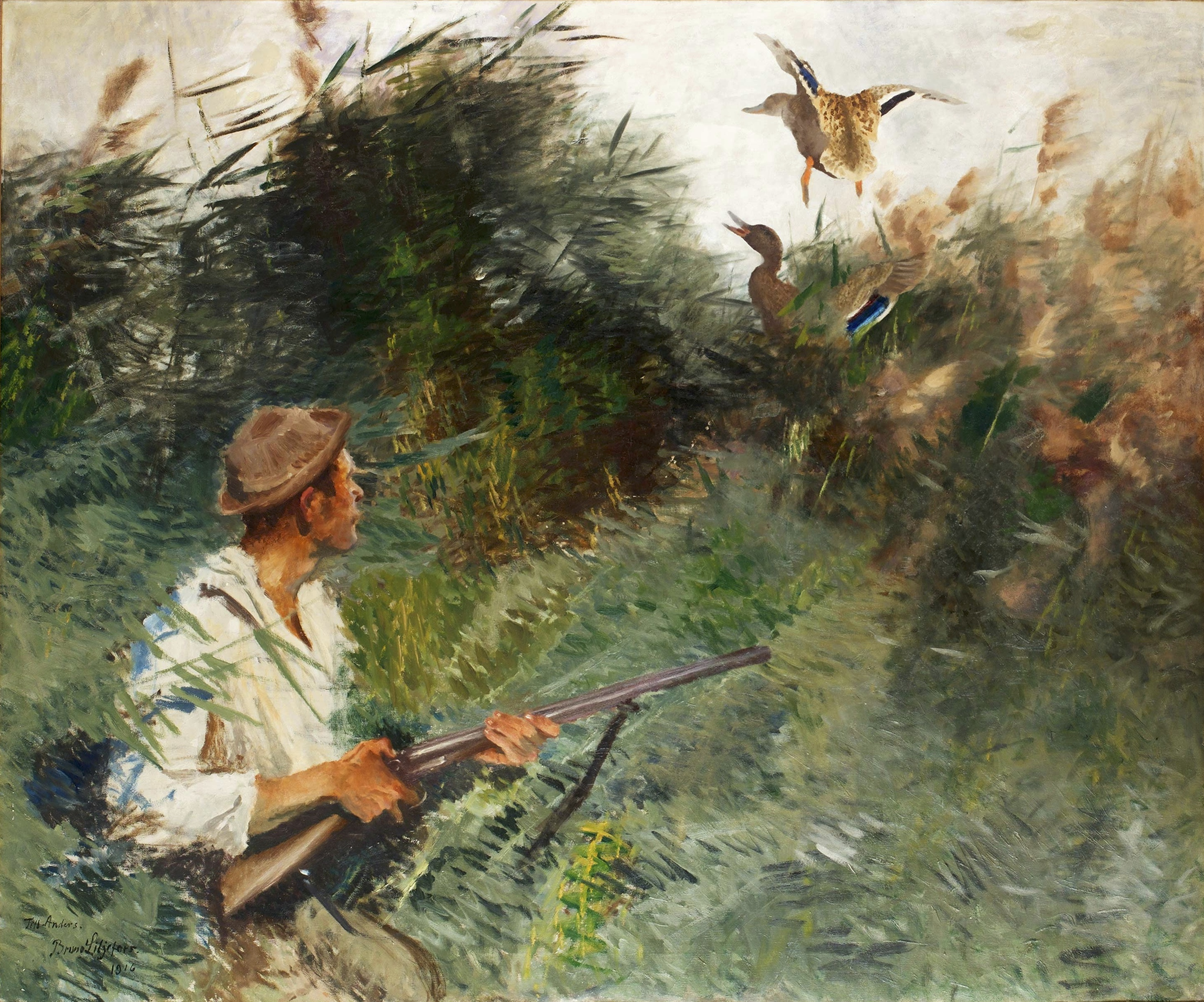
Bruno Liljefors, Jägare och gräsänder, 1916, olja på duk.

Jägareförbundets stiftades vid ett möte i Stockholm i april 1830. Under andra hälften av 1800-talet bildades ett flertal jaktsällskap i olika delar av landet. Redan 1855 föreslogs en sammanslagning av dessa självständiga jaktsällskap till en gemensam organisation, men det kom att dröja många år innan Svenska Jägareförbundet blev den riksorganisation den är i dag. Vid Stockholmsutställningen 1897 fanns Jägareförbundet representerat tillsammans med Kungliga Jaktklubben i paviljongen Jägarhyddan på Djurgårdsvägen 23 på Djurgården, ritad av Fredrik Lilljekvist.
I och med att Sveriges riksdag år 1938 antog en ny jaktlag (Lag (1938:274) om rätt till jakt) togs ett stort steg framåt för främjandet av god jakt-, vilt- och naturvård. Lagen innehöll bestämmelser om ett mer hänsynsfullt jaktutövande, och gav utökade möjligheter till viltvård i praktiken, bland annat genom möjligheten att bilda jaktvårdsområden. För Jägareförbundets del innebar riksdagsbeslutet att organisationen anförtroddes ledningen av jakten och viltvården. Förbundet fick då det så kallade allmänna uppdraget som idag kallas jakt- och viltvårdsuppdraget, vilket man ännu upprätthåller.

## Verksamhet
Svenska Jägareförbundet är en intresseorganisation för de svenska jägarna, som är representerad över hela landet. Förbundet har ett nationellt kansli, tre regioner, 22 (2018) länsjaktvårdsföreningar och 324 (2018) jaktvårdskretsar. Jägareförbundet har ett omfattande samarbete med olika viltforskningsprojekt, såväl inom som utom landet.
Förbundets nationella kansli ligger i slottet Öster Malma i Södermanland, vilken man arrenderade från 1947 och förvärvade 1993. Här finns en kurs- och konferensanläggning och man bedriver, förutom omfattande konferensverksamhet, även utbildnings- och kursverksamhet för förbundets medlemmar och för andra organisationer, myndigheter och företag. De jaktvårdstjänstemän som är anställda av Svenska Jägareförbundet kallas för jaktvårdskonsulenter.
Jägareförbundet utger tidskriften Svensk Jakt, som är en av Sveriges äldsta tidningar. Under åren 1832–34 utgav förbundet Tidskrift för Jägare och Naturforskare. 1863 återupptogs utgivningen, då under namnet Svenska Jägareförbundets nya tidskrift. 1940 bytte denna tidskrift namn till Svensk Jakt. 
Svenska Jägareförbundet bildade stiftelsen Våtmarksfonden 1995.
Förbundet får cirka 50 miljoner kronor om årets bidrag från Viltvårdsfonden, där pengar från de pengar jägarna betalar till statliga jaktkortet samlas. Dess medel beslutas av regeringen och används bland annat för att lämna objektiv information om viltfrågor och jakt till myndigheter och allmänhet, utbilda jägare, organisera och utbilda trafikeftersöksjägare med mera.